# Raymond Bertholet
Raymond Bertholet (* 18. März 1909 in Genf; † 26. Dezember 1979 ebenda, reformiert, heimatberechtigt in Neuenburg und Genf) war ein Schweizer Politiker (SP) und Gewerkschafter.

## Biografie
Raymond Bertholet kam am 18. März 1909 in Genf als Sohn des Bankangestellten Paul Bertholet und der Marie Eugénie geborene Monthoux zur Welt. Bertholet absolvierte eine Lehre als Elektromonteur. In der Folge begründete Bertholet im Jahr 1935 mit Charles Rosselet die Société coopérative d'installations électriques. Dazu fungierte er 1928 als Gründungsmitglied sowie von 1932 bis 1947 als Präsident der Elektromonteur-Gewerkschaft des Schweizerischen Bau- und Holzarbeiterverbands (SBHV), des späteren GBH. Im Anschluss amtierte Bertholet von 1954 bis 1962 als Vizepräsident der Genfer Sektion des SBHV.
Daneben war er Mitglied des Konsistoriums der evangelisch-reformierten Kirche von Genf und wirkte bei der Gründung des Centre Social Protestant mit. Raymond Bertholet, der mit Madeleine geborene Kernen verheiratet war, verstarb am 26. Dezember 1979 im Alter von 70 Jahren in Genf. Er war der Bruder von René Bertholet.

## Politische Ämter
Raymond Bertholet trat mit achtzehn Jahren der SP bei. Auf kantonaler Ebene amtierte er von 1951 bis 1964 als Genfer Grossrat. Auf eidgenössischer Ebene nahm er von 1963 bis 1967 Einsitz in den Nationalrat. Raymond Bertholet, der als engagierter Gewerkschafter und militanter Pazifist galt, hatte als erster Wehrdienstverweigerer ein Nationalratsmandat inne.